# Larnog

Localització de Vale of Glamorgan dins Gal·les

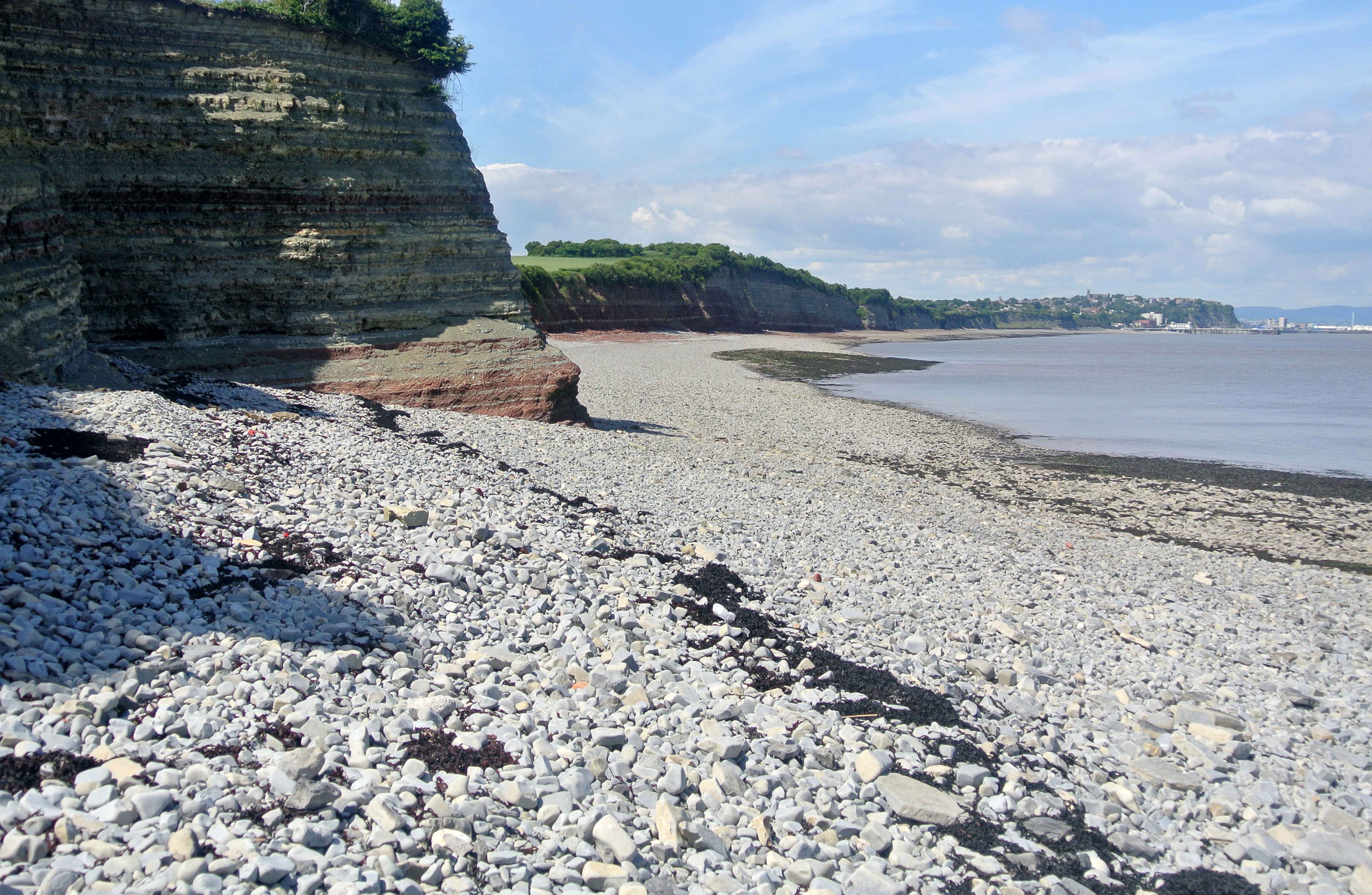
Roques a Lavernock Point

Larnog en anglès:Lavernock, és una petita població (un hamlet) costanera a Vale of Glamorgan a Gal·les a 11 km de Cardiff entre Penarth i Sully, i amb vistes al Bristol Channel.
Des de Larnog Guglielmo Marconi envià el primer missatge a través del mar obert l'any 1897.

## Paleontologia
El juny de 2015 es va anunciar que a la platja de Larnog, els germans Nick i Rob Hanigan van trobar fòssils d'una nova espècie de dinosaure teròpode del Juràssic de la mida d'un gos i emparentat amb el Tyrannosaurus rex. El nom proposat pels seus descobridors RobandNick-A-Saurus no va ser acceptat pels taxonomistes.
A 4 km a l'oest de Larnog, a The Bendricks hi ha l'unica petjada coneguda a la Gran Bretanya d'un dinoasure del Triàsic, probablement un Tetrasauropus.

## Reserva natural
A Lavernock Point s'hi ha establert una reserva de la natura especialment per la geologia, els ocells i la vegetació.

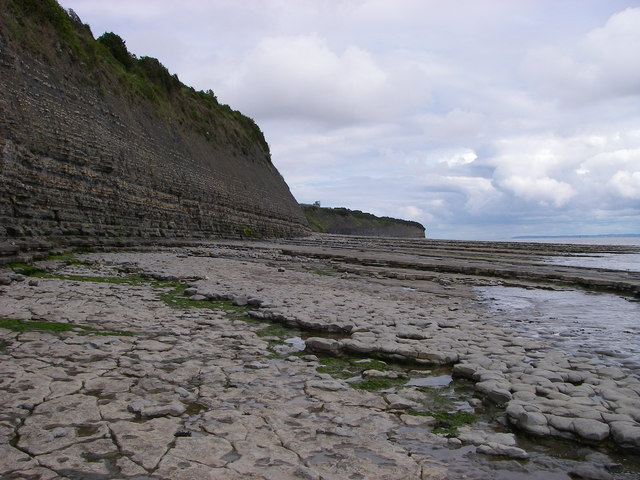
Estrats al penya-segats de Larnog